# Aeropuerto Internacional Rosario Islas Malvinas
El Aeropuerto Internacional Rosario “Islas Malvinas” (FAA: ROS, IATA: ROS, OACI: SAAR) se encuentra entre las ciudades de Rosario y Funes, en el sudeste de la provincia de Santa Fe, Argentina. Debe su nombre al reclamo argentino sobre las Islas Malvinas.
Inaugurado en 1970, luego de años de estancamiento fueron mejoradas en 2004 sus condiciones técnicas y se recategorizó su servicio internacional. A 110 km, en Pergamino, se encuentra el radar meteorológico Doppler Gematronik (Convenio INTA-SMN) que le provee información sobre las condiciones meteorológicas.

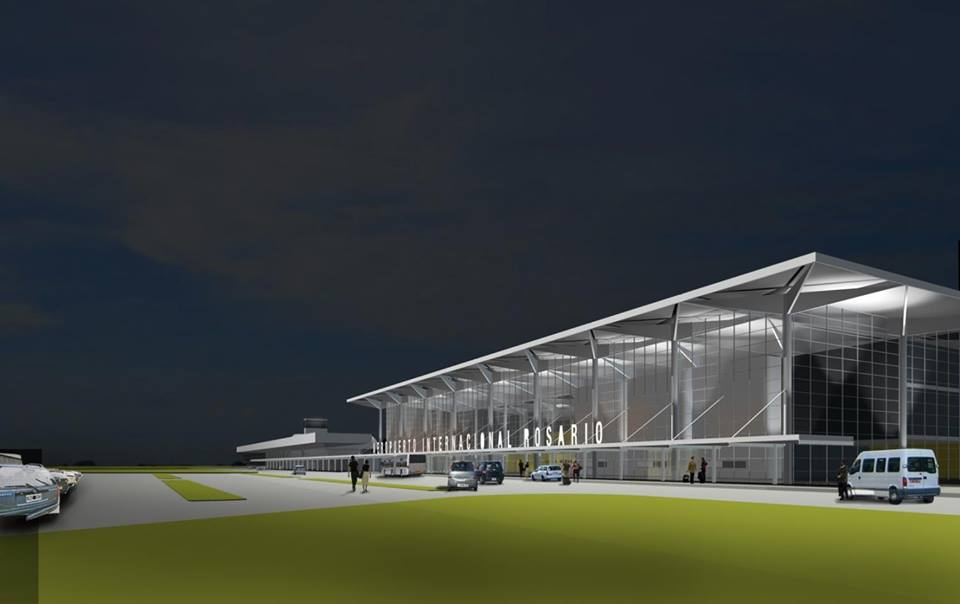
Render del proyecto de remodelación del aeropuerto.

## Historia
El predecesor del aeropuerto fue el Aeroclub Rosario, fundado en noviembre de 1919 como escuela de vuelo y sede de actividades aeronáuticas en instalaciones del barrio El Saladillo. Contaba con tres aeronaves Moraine Saulnier (dos con motor rotativo de 80 HP y una con motor de 110 HP) y un biplano Curtís Meteor con motor de 90 HP. La inauguración oficial del Aeroclub Rosario fue el 17 de abril de 1921, con Alfredo Rouillón como presidente de la institución y con la presencia del por entonces intendente Claudio Newell, ante un público estimado en 20 mil personas.
Entre los aviadores más famosos que utilizaron las instalaciones estuvieron Alberto Santos Dumont, el barón Antonio de Marchi y Amalia Figueredo. Pero el 26 de septiembre de 1925 un tornado destruyó el hangar y a diez de las once aeronaves que poseía el club.
Dos nuevos hangares fueron construidos en la nueva ubicación del Aeroclub, en el barrio de Fisherton, y el 22 de enero de 1927 se inauguró una línea privada de correo aéreo entre Rosario y la ciudad entrerriana de Victoria. Los problemas económicos llevaron al cierre del club en 1931 y, luego de siete años de inactividad, fue refundado el 4 de mayo de 1938 con la aprobación de nuevos estatutos y habilitación para servicio público nacional e internacional.

### La inauguración oficial
El 18 de agosto de 1940 se inauguró oficialmente el aeródromo y se implementaron vuelos regulares a Victoria. Con el desarrollo a gran escala de la aviación comercial, los terrenos del Aeroclub fueron expropiados para construir allí un aeropuerto de mayor importancia y el club se trasladó entre 1968 y 1970 a sus instalaciones de Alvear, donde todavía funciona.

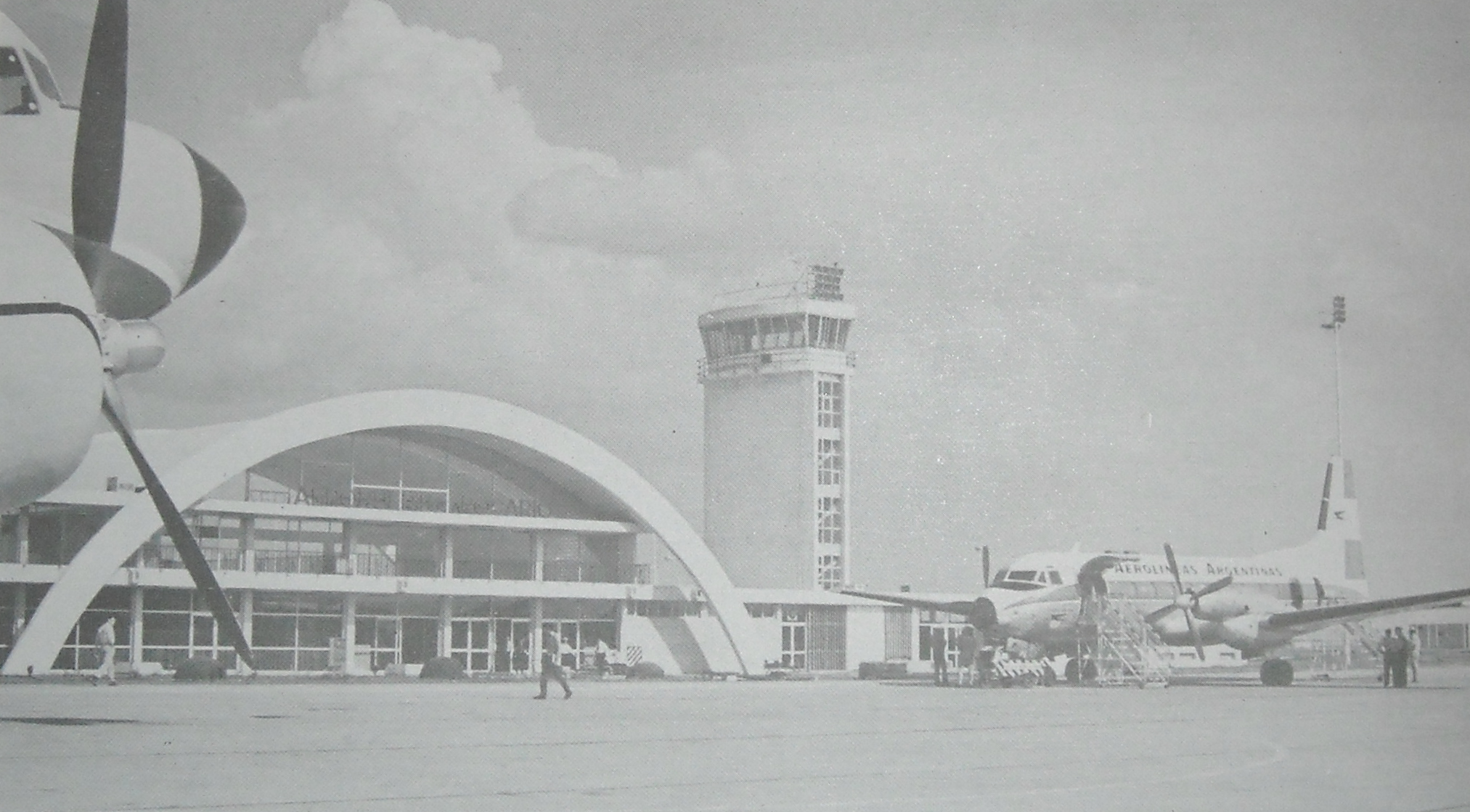
Aeropuerto de Rosario en 1971.

En 1970 quedó habilitado el nuevo aeropuerto. Ya con la nueva terminal y una torre de control funcionando, y con los servicios que heredó del viejo Aeroclub Rosario, en 1972 se estrenó en Fisherton una pista de 1.000 metros de longitud. En 1978 se amplió la pista a 3.000 metros y se adquirió el sistema de aterrizaje por instrumentos Categoría II, hasta que un año más tarde el gobierno de la provincia transfirió el aeropuerto a la Fuerza Aérea Argentina como parte de un plan de expansión que lo convirtió, ya en 1981, en aeropuerto de categoría internacional. Ese mismo año, Aerolíneas Argentinas comenzó a hacer vuelos semanales directos entre Rosario y los aeropuertos de Madrid, Roma, Miami y Nueva York. El 18 de octubre de 1984 regresó a manos de la provincia después de cinco años en los que el Estado nacional fue el administrador.

### SigloXXI
Con el aeropuerto elevado a Categoría B y tras los trabajos de ampliación, en abril de 2010 la empresa panameña Copa Airlines comenzó las gestiones para comenzar a volar a la ciudad de Rosario en aeronaves Boeing 737-700, demoradas por el plan de expansión de Aerolíneas Argentinas.
Con el arribo en 2014 de la empresa brasileña TAM operando su vuelo diario proveniente de la ciudad de San Pablo, sumado a los cuatro vuelos semanales que ya brindaba la aerolínea GOL, Rosario triplicó su venta de pasajes a Brasil en un año.
Sol Líneas Aéreas que operaba desde 2005 cuyo hub era el aeropuerto de Rosario, presentó la quiebra en enero de 2016 abandonando todas sus rutas. La mitad de los trabajadores de la aerolínea eran rosarinos. En enero de 2016, Aerolíneas Argentinas, a través de su presidenta Isela Costantini, rescindió un convenio con Sol Líneas Aéreas. Debido a ello la empresa anunció la quiebra y el despido de todos sus 300 empleados. El gobernador de Santa Fe, Miguel Lifschitz, declaró que el cierre de Sol es «lamentable» y «una gran pérdida para la región».
En enero de 2019 Azul Líneas Aéreas confirmó que en abril dejaría de operar la ruta desde Rosario a Porto Alegre y al sur de Brasil, en tanto la chilena Sky Airline se bajó de las operaciones desde el aeropuerto y tuvo que suspender los tres vuelos semanales al país trasandino, retirándose del mercado rosarino. En marzo de ese año la firma Avianca publicó un comunicado donde avisó que descontinuará los vuelos de Argentina, argumentándose la brecha negativa por el menor movimiento de personas en vuelos internacionales.
En 2022 recibió certificación internacional, y sumó conexiones nacionales con la inauguración de conexiones vía Aerolíneas Argentinas a Salta, Mendoza y Bariloche.En 2023 en sintonía con el crecimiento económico el aeropuerto aumento un tercio el movimento con respecto al año anterior .

## Remodelaciones y planes de ampliación
La construcción de una nueva terminal de pasajeros que planeaba triplicar su superficie, adjudicada el 22 de marzo de 2001, se vio interrumpida con la crisis económica del país. Finalmente, en mayo de 2003 comenzaron las obras y el 15 de abril de 2004 se habilitó el 70% de la nueva terminal, con lo que el aeropuerto pasó a tener Categoría B. Luego se concluiría la remodelación de la torre de control (en 2005), el reacondicionamiento del pavimento del último tramo de la pista de aterrizaje (en 2006) y la prolongación del acceso al aeropuerto.
El 15 de abril de 2004 se habilitó el 70% de la nueva terminal de pasajeros con un nuevo hall central, salas de embarque y arribos de cabotaje, escaleras mecánicas y ascensores, corredor y oficinas administrativas y comerciales. De esta forma, el aeropuerto pasó a tener Categoría B según las normas internacionales de la OACI.
Las remodelaciones de la torre de control de 2005, las obras de reacondicionamiento del pavimento del último tramo de la pista de aterrizaje de 2006, más las obras de prolongación del acceso al aeropuerto desde avenida Jorge Newbery hasta Mendoza que se llevaron en 2011 y concluidas en 2012 le dan el aspecto actual. 
El 9 de marzo de 2013 se inició la remodelación y el acondicionamiento de la pista (que pasó de 45 a 60 metros de ancho). Desde el 10 de septiembre de ese mismo año hasta la inauguración de las obras, el 25 de noviembre, los trabajos obligaron al cierre de la aeroestación.  Las obras de ampliación se retomaron a fines de 2021 con el objetivo de aumentar la superficie cubierta en 30 mil m² y elevar la capacidad de atención a 3 millones de pasajeros anuales y mejorar la eficiencia. La ampliación sumaría unos 12.000 m² más de superficie y 1.500 metros de pista, que duplicarían la superficie operativa y triplicaba el estacionamiento.

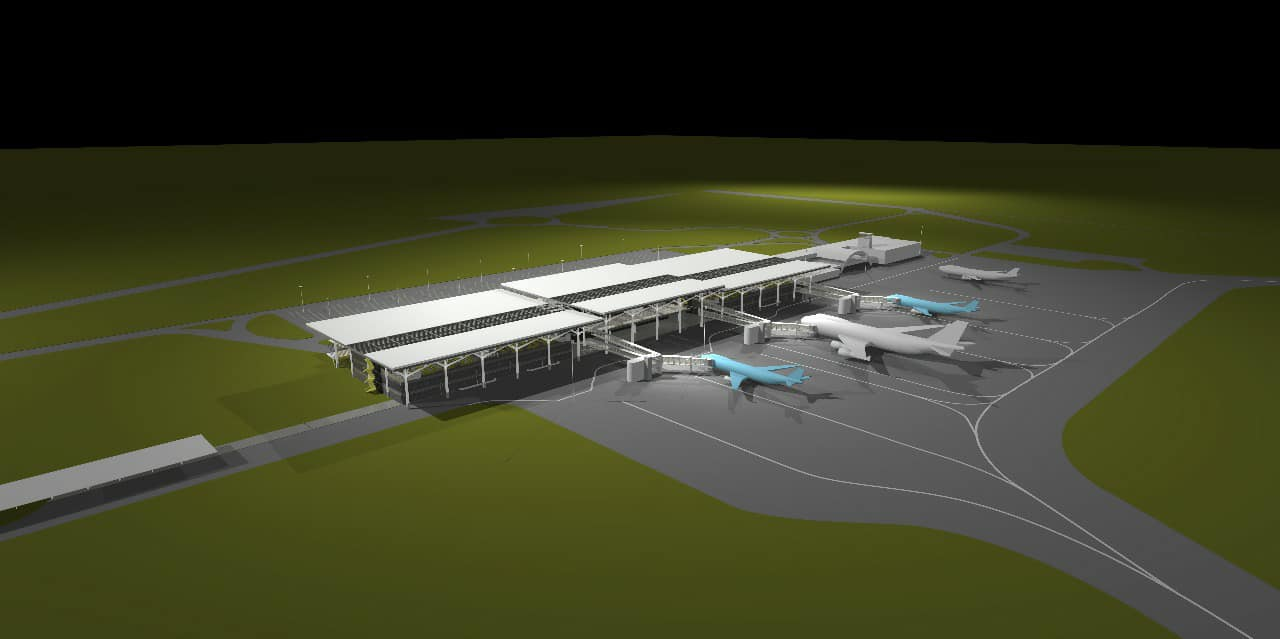
Maqueta de la remodelación prevista para el aeropuerto.

## Aerolíneas y destinos
| Aerolineas Argentinas 10 destinos          | Nacionales (8): Buenos Aires / Mar del Plata (Estacional) / Mendoza / Neuquén / Puerto Iguazú / Salta / San Carlos de Bariloche / San Martín de los Andes (Estacional) Internacionales (3): Florianópolis (Inicia 2 de enero de 2025) / Río de Janeiro (Inicia 1 de diciembre de 2025) / Punta Cana (Inicia 3 de enero de 2025) |
| Copa Airlines 1 destino                    | Internacional (1): Ciudad de Panamá |
| Gol Linhas Aéreas 2 destinos               | Internacionales (2): Florianópolis (Inicia 3 de enero de 2025) / Río de Janeiro |
| LATAM Perú 1 destino                       | Internacional (1): Lima (Inicia 1 de diciembre de 2024) |
| Total: 13 destinos, 4 países, 4 aerolíneas | |

### Destinos nacionales
| Destinos regulares      | Nombre del aeropuerto                                                        | Aerolíneas                         | Aeronave         | Frecuencias semanales |
| ----------------------- | ---------------------------------------------------------------------------- | ---------------------------------- | ---------------- | --------------------- |
| Argentina               |                                                                              |                                    |                  |                       |
| Buenos Aires            | Aeroparque Jorge Newbery                                                     | Aerolíneas Argentinas              | E190             | 21                    |
| Buenos Aires            | Aeropuerto Internacional Ministro Pistarini                                  | Aerolíneas Argentinas              | E190             | 3                     |
| Mendoza                 | Aeropuerto Internacional Gobernador Francisco Gabrielli                      | Aerolíneas Argentinas              | E190             | 3                     |
| Neuquén                 | Aeropuerto Internacional Presidente Perón                                    | Aerolíneas Argentinas              | E190             | 2                     |
| Puerto Iguazú           | Aeropuerto Internacional Cataratas del Iguazú Mayor D. Carlos Eduardo Krause | Aerolíneas Argentinas              | E190, B737, B738 | 2                     |
| Salta                   | Aeropuerto Internacional Martín Miguel de Güemes                             | Aerolíneas Argentinas              | E190             | 2                     |
| San Carlos de Bariloche | Aeropuerto Internacional Teniente Luis Candelaria                            | Aerolíneas Argentinas              | B737, B738       | 7                     |
| San Martín de los Andes | Aeropuerto Aviador Carlos Campos                                             | Aerolíneas Argentinas (Estacional) | B737             | 2                     |

### Destinos internacionales
| Destinos regulares                        | Nombre del aeropuerto                         | Aerolíneas             | Aeronave               | Frecuencias semanales  |                        |
| Centroamérica y Caribe                    | Centroamérica y Caribe                        | Centroamérica y Caribe | Centroamérica y Caribe | Centroamérica y Caribe | Centroamérica y Caribe |
| ----------------------------------------- | --------------------------------------------- | ---------------------- | ---------------------- | ---------------------- | ---------------------- |
| Panamá                                    |                                               |                        |                        |                        |                        |
| Ciudad de Panamá                          | Aeropuerto Internacional Tocumen              | Copa Airlines          | B39M                   | 10                     |                        |
| América del Sur                           |                                               |                        |                        |                        |                        |
| Brasil                                    |                                               |                        |                        |                        |                        |
| Río de Janeiro                            | Aeropuerto Internacional Antônio Carlos Jobim | Gol Linhas Aéreas      | B738, B38M             | 7                      |                        |
| Perú                                      |                                               |                        |                        |                        |                        |
| Lima                                      | Aeropuerto Internacional Jorge Chávez         | LATAM Perú             | A320                   | 3                      |                        |
| Total: 3 destinos, 3 países, 3 aerolíneas |                                               |                        |                        |                        |                        |

## Aeronaves utilizadas regularmente
| Aeronaves Utilizadas Regularmente | Aeronaves Utilizadas Regularmente | Aeronaves Utilizadas Regularmente | Aeronaves Utilizadas Regularmente |
| --- | --------------------------------- | --------------------------------- | --------------------------------- |
| \| Aerolíneas \| Aeronaves \| Fotos \| \| --------------------- \| ------------------ \| ----- \| \| Aerolíneas Argentinas \| B737-700, B737-800 \| \| \| Austral Líneas Aéreas \| E 190 AR \| \| \| Copa Airlines \| B737-800 \| \| |                                   |                                   |                                   |
| Aerolíneas | Aeronaves                         | Fotos                             |                                   |
| Aerolíneas Argentinas | B737-700, B737-800                |                                   |                                   |
| Austral Líneas Aéreas | E 190 AR                          |                                   |                                   |
| Copa Airlines | B737-800                          |                                   |                                   |

## Aerolíneas que dejaron de operar en Rosario
- Azul Linhas Aéreas Brasileiras: Recife y Porto Alegre.
- LATAM Brasil: Guarulhos (São Paulo) y Santiago de Chile.
- LATAM Airlines: Santiago de Chile.
- Sky Airline: Santiago de Chile.
- JetSMART Argentina: Mendoza, Iguazú y Neuquén.
- Flybondi: Puerto Iguazú, Salta y Tucumán.

### Aerolíneas extintas
- Avianca Argentina: Aeroparque (Buenos Aires) y Reconquista.
- Sol Líneas Aéreas: Aeroparque (Buenos Aires).

## Tráfico y estadísticas

### Cantidad de pasajeros y movimientos
Número de pasajeros y movimiento de aeronaves entre 2001 y 2024, según datos del Sistema Integrado de Aviación Civil (SIAC) recogidos por la Administración Nacional de Aviación Civil (ANAC).
| Año  | Pasajeros  | Pasajeros       | Pasajeros | Operaciones aéreas | Operaciones aéreas | Operaciones aéreas |
| Año  | Nacionales | Internacionales | Total     | Nacionales         | Internacionales    | Total              |
| ---- | ---------- | --------------- | --------- | ------------------ | ------------------ | ------------------ |
| 2024 | 275 135    | 163 406         | 438 541   | 3604               | 1214               | 4818               |
| 2023 | 342 257    | 150 705         | 492 962   | 4557               | 1276               | 5833               |
| 2022 | 297 454    | 66 604          | 364 058   | 4205               | 640                | 4845               |
| 2021 | 100 401    | 86              | 100 487   | 2001               | 34                 | 2035               |
| 2020 | 90 411     | 77 354          | 167 765   | 1594               | 645                | 2239               |
| 2019 | 383 823    | 376 625         | 760 448   | 5964               | 2946               | 8910               |
| 2018 | 352 372    | 513 245         | 865 617   | 6455               | 4058               | 10 513             |
| 2017 | 293 212    | 438 214         | 731 426   | 5564               | 3110               | 8674               |
| 2016 | 229 708    | 247 806         | 477 514   | 4565               | 1883               | 6448               |
| 2015 | 212 746    | 143 989         | 356 735   | 5548               | 1253               | 6801               |
| 2014 | 116 080    | 118 912         | 234 992   | 3800               | 1307               | 5107               |
| 2013 | 80 935     | 52 162          | 133 097   | 3169               | 839                | 4008               |
| 2012 | 98 883     | 72 017          | 170 900   | 4579               | 1220               | 5799               |
| 2011 | 64 878     | 118 726         | 183 604   | 3977               | 1756               | 5733               |
| 2010 | 79 974     | 44 717          | 124 691   | 4468               | 576                | 5044               |
| 2009 | 65 835     | 33 489          | 99 324    | 3944               | 484                | 4428               |
| 2008 | 97 730     | 51 643          | 149 373   | 4908               | 782                | 5690               |
| 2007 | 80 658     | 43 278          | 123 936   | 4807               | 701                | 5508               |
| 2006 | 56 905     | 28 800          | 85 705    | 3103               | 506                | 3609               |
| 2005 | 72 047     | 7996            | 80 043    | 2274               | 235                | 2509               |
| 2004 | 82 890     | 15 325          | 98 215    | 3561               | 552                | 4113               |
| 2003 | 87 815     | 4705            | 92 520    | 4267               | 85                 | 4352               |
| 2002 | 121 212    | 3614            | 124 826   | 6865               | 190                | 7055               |
| 2001 | 208 728    | 19 761          | 228 489   | 12 074             | 656                | 12 730             |

### Cantidad de pasajeros por ruta
| Ciudad                               | Pasajeros | Pasajeros | Pasajeros | Pasajeros | Pasajeros | Pasajeros | Pasajeros | Pasajeros | Aerolíneas            |
| Ciudad                               | 2017      | 2018      | 2019      | 2020      | 2021      | 2022      | 2023      | 2024      | Aerolíneas            |
| ------------------------------------ | --------- | --------- | --------- | --------- | --------- | --------- | --------- | --------- | --------------------- |
| Buenos Aires (Aeroparque), Argentina | 86 737    | 175 850   | 151 262   | 21 852    | 37 163    | 139 717   | 145 958   | 125 297   | Aerolíneas Argentinas |
| Bariloche, Argentina                 | 36 390    | 40 238    | 34 420    | 7286      | 30 481    | 71 179    | 68 556    | 50 336    | Aerolíneas Argentinas |
| Mendoza, Argentina                   | 30 231    | 28 248    | 30 371    | 8416      | 7568      | 34 600    | 30 818    | 21 137    | Aerolíneas Argentinas |
| Iguazú, Argentina                    | 23 958    | 21 486    | 44 939    | 15 324    | 11        | 30 387    | 31 361    | 19 592    | Aerolíneas Argentinas |
| Salta, Argentina                     | 22 085    | 21 138    | 48 859    | 10 902    | 7291      | 32 975    | 25 498    | 18 329    | Aerolíneas Argentinas |
| Buenos Aires (Ezeiza), Argentina     | 68 016    | 50 774    | 55 113    | 13 441    | 10 975    | 2478      | 17 268    | 15 056    | Aerolíneas Argentinas |
| Reconquista, Argentina               | 58        | 7038      | 1894      | 0         | 0         | 11        | 2698      | 544       | Aerolíneas Argentinas |

| Ciudad                          | Pasajeros | Pasajeros | Pasajeros | Pasajeros | Pasajeros | Pasajeros | Pasajeros | Pasajeros | Aerolíneas                  |
| Ciudad                          | 2017      | 2018      | 2019      | 2020      | 2021      | 2022      | 2023      | 2024      | Aerolíneas                  |
| ------------------------------- | --------- | --------- | --------- | --------- | --------- | --------- | --------- | --------- | --------------------------- |
| Ciudad de Panamá                | 93 901    | 97 798    | 97 746    | 20 697    | 0         | 61 727    | 98 110    | 103 834   | Copa Airlines               |
| Río de Janeiro (Galeão), Brasil | 77 668    | 74 690    | 82 601    | 30 613    | 3         | 2637      | 18 830    | 45 525    | Aerolíneas Argentinas y GOL |
| São Paulo (Guarulhos), Brasil   | 129 142   | 107 786   | 35 199    | 203       | 3         | 1398      | 30 331    | 9216      | Latam Airlines y GOL        |
| Lima, Perú                      | 95 202    | 99 897    | 95 292    | 19 326    | 0         | 0         | 0         | 3139      | Latam Airlines              |
| Florianópolis, Brasil           | 1807      | 2469      | 5622      | 1957      | 0         | 2         | 2526      | 134       | Aerolíneas Argentinas       |
| Porto Alegre, Brasil            | 327       | 14 249    | 6459      | 0         | 0         | 123       | 56        | 0         | Azul Linhas Aereas          |
| Recife, Brasil                  | 0         | 10 892    | 15 966    | 2856      | 0         | 0         | 0         | 0         | Azul Linhas Aereas          |
| Santiago de Chile               | 36 744    | 96 566    | 27 815    | 0         | 0         | 12        | 51        | 0         | Latam Airlines y SKY        |

## Información general

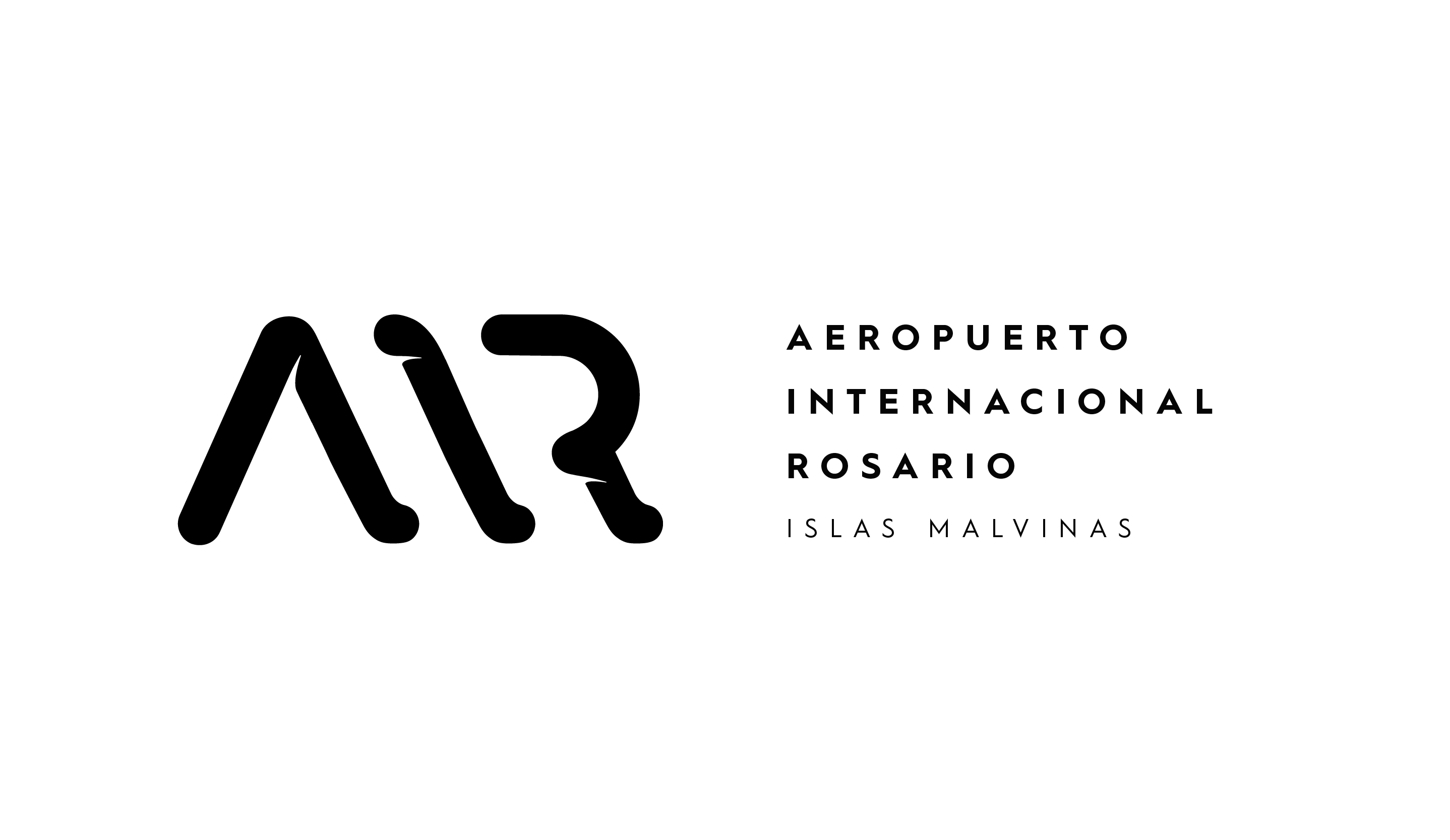
Isologo del Aeropuerto Internacional Rosario 'Islas Malvinas'.

El aeropuerto, inaugurado en 1970, es el único en la provincia con categoría internacional, tiene clasificación OACI "C" y opera las 24 horas:
- Propietario y explotador: Gobierno de la provincia de Santa Fe
- Presidente del directorio AIR (Aeropuerto Internacional Rosario): Matías Galíndez
- Dirección: Av. Jorge Newbery S/N, Físherton (CP S2000), Rosario (Argentina)
- Teléfono informes: (0054-0341) 451-3220 / 451-6300
- Ubicación: 32°54′13″S 60°47′04″O / -32.90361, -60.78444
- Habilitación: internacional
- Año de inauguración: 1970
- Categoría OACI: 4E
- Pista: 02/20 de 3.000 m × 45 m - Superficie: hormigón (capacidad de soporte: 60 t/1, 160 t/4, 195 t/5 y 360 t/8)
- Calles de rodaje: dos, de hormigón, una de ellas con capacidad de soporte para aeronaves de gran porte (Boeing 747, Airbus A340 y A380)
- Área: 534 ha
- Plataforma: 69.000 m²
- Aerostación: 10.787 m²
- Anchura calle de rodaje: 23 m 62/R/B/W/U
- Sistema de iluminación de pista: PAPI Runway 20
- Control de aproximación: ppal. 118.70 MHz - DUX 119.75 MHz
- Sistema de aterrizaje por instrumento: ILS CAT I (109.9 MHz), PARA Pista 20, VOR/DME (117.3), NDB/LI (305 kHZ)
- Servicios: atención sanitaria, cajeros automáticos, casa de cambio, sellado de equipaje, internet wi-fi gratuito, oficina de atención al usuario 24 horas, sala vip Cabotaje.[36]
- Ciudades que sirve: Rosario (a 13 km) y demás localidades del Gran Rosario

### Transporte desde y hacia el aeropuerto
Las siguientes son las formas de acceder al aeropuerto y de llegar hasta el centro de Rosario:
- Accesos principales: RN 9 e intersección avenida Jorge Newbery; avenida Circunvalación e intersección Jorge Newbery.
- Estacionamiento: capacidad para 150 coches, habilitada 24 horas.[38]
- Colectivos (Buses): línea 115 - Bandera Aeropuerto. Al igual que en el resto del transporte urbano de pasajeros de Rosario, es necesaria la tarjeta sin contacto, recargable.
- Bus especial: Aeromovi, servicio exclusivo que conecta el aeropuerto con el centro de Rosario (parada en Dorrego y Santa Fe) y con la Terminal de Ómnibus Mariano Moreno.[39]
- Taxis: sí.
- Remises: sí.
- Servicio puerta a puerta: trafics "Traslados Exclusivos".
- Distancia al centro de la ciudad: 13 kilómetros.[3]